# Éliane Thibaut-Comelade
Éliane Comelade, dite Éliane Thibaut-Comelade, née le 28 avril 1928 à Rigarda (Pyrénées-Orientales) et morte le 6 avril 2021 à Perpignan,, est une historienne de la gastronomie, autrice de livres de cuisine et journaliste française, experte de la cuisine catalane et de l'hygiène alimentaire. Elle est également professeur en sciences de l'alimentation. Son ouvrage majeur est La cuisine catalane, régulièrement réédité depuis 1978.  

## Biographie
Éliane Comelade est la fille d'instituteurs originaires du Conflent.
En février 1939 à Argelès lors de la Retirada, elle découvre l'horreur des camps de réfugiés républicains survivants dans un extrême dénuement. Pendant la guerre, ses parents l'envoient à Murat (dans le Cantal) dont la déportation d'une partie de la population en juin 1944 la marque aussi terriblement.
Après son baccalauréat à Perpignan, elle continue ses études à Toulouse puis à Paris. Elle sera professeur d'enseignement ménager en lycée technique à Montpellier jusqu'au milieu des années 1970. En parallèle, elle écrit un ouvrage scolaire sur les techniques alimentaires, ce sera les prémices de sa carrière littéraire.  
Enfin, la rencontre décisive avec l'historien Josep Maria Batista i Roca (ca), politique catalan en exil, l'amène à la culture catalane. Elle rédige son premier livre en catalan en 1968, Cuina rossellonesa i de la Costa Brava, avec une préface de Jordi Pere Cerdà et publié à Barcelone chez l'éditeur Barcino. C'est le début d'un long travail de récupération et de divulgation de la cuisine traditionnelle roussillonnaise et catalane. Le peintre languedocien Pierre Fournel illustre nombre de ses ouvrages. Elle collabore aussi avec de nombreux restaurateurs.
Dans les années 68-70 elle rencontre Lluís Llach, l'écrivain Pere Verdaguer, la chanteuse Teresa Rebull, qui représentent une culture catalane vivante et dynamique. Elle commence un travail de recherches sur la période médiévale, aux archives de Montpellier et Barcelone, qui lui permettent d'écrire une série d'ouvrages sur la cuisine catalane du Moyen Âge.  
De retour à Perpignan, là encore une rencontre sera déterminante pour elle : Manuel Vasquez Montalbán. Éliane Comelade crée en 1985 les Ateliers départementaux de cuisine catalane à Ille-sur-Têt où des chefs tels Patricia Gomez, Laurent Del Prat, viennent se former. Elle poursuit son inventaire du patrimoine culinaire du pays catalan.

### Vie privée
Éliane Comelade est la mère du pianiste auteur compositeur Pascal Comelade.

## Distinctions
- Prix du patrimoine culinaire en 2002[10] ;
- Creu de Sant Jordi en 2009[11] ;
- Prix Spécial de l'académie Catalane de Gastronomie - Barcelone 2010[12] ;
- Prix Méditerranée Roussillon 2011[13] ;
- Médaille d'or du tourisme 2014[14].

## Publications
- Éliane Comelade (ill. M. Fournel), Technologie et hygiène alimentaire : Principes et besoins alimentaires, t. 1, Paris, J. Lanore, 1963, 88 p. (BNF 32963262).
- Éliane Comelade (ill. M. Fournel), Technologie et hygiène alimentaire, t. 2, Paris, J. Lanore, 1965, 184 p. (BNF 32963263).
- Éliane Comelade (ill. Pierre Fournel), 365 menus équilibrés, Paris, J. Lanore, 1978, 511 p. (ISBN 2-86268-009-5, BNF 34603875).
- Éliane Thibaut Comelade (ill. Pierre Fournel), La Cuisine catalane, Paris, J. Lanore, 1978 (BNF 34301411).
- Éliane Thibaut-Comelade, Art et gastronomie, Paris, J. Lanore, 1981, 48 p. (ISBN 2-86268-040-0, BNF 34684358).
- Éliane Thibaut-Comelade, La Cuisine catalane : Compléments au vol. 1, Països valencians, Baléars, t. 2, Paris, J. Lanore, 1982, 340 p. (ISBN 2-86268-051-6, BNF 34736645).
- Éliane Thibaut-Comelade, La Pomme du Conflent et d'ailleurs, Villefranche-de-Conflent, Syndicat intercommunal de la Vallée de la Rotjà, 1984, 319 p. (BNF 34869335).
- Technologie et hygiène alimentaire : 1er cahier, les nutriments, éd. Lanore, 1987
- Éliane Comelade, Les coques catalanes, Portet-sur-Garonne, Éd. Loubatières, 1991, 119 p. (ISBN 2-86266-161-9, BNF 35480957).
- La table médiévale des catalans, 1995
- Ma cuisine catalane au fil des saisons, éd. Edisud, 1998
- La cuisine du foie gras, 2001
- Les salades de la Méditerranée, 2002
- Éliane Comelade, Recettes catalanes de nos grand-mères, Romorantin, édition CPE centre, mai 2006, 128 p. (ISBN 2-84503-425-3)
- Les saisons de la cuisine, 2009
- La Cuisine catalane (2 volumes), rééd. Lanore-Delagrave, 2010
- Terrines, pâtés et croustades, 2011
- Recettes Catalanes de ma grand-mère, 2011
- La cuisine des Pyrénées catalanes : Cerdagne, Capcir, Andorre, éd. Nouvelles Presses du Languedoc, 2013
- Le riz en pays catalan, le riz à la paella ou en cassola, éd. Sud Ouest, 2014
- La cuisine catalane : 300 recettes d'hier et d'aujourd'hui, éd. Trabucaire, 2015
- Ma cuisine catalane, illustrations Cécile Colombo, éd. Edisud, 2015
- Almanach du Catalan 2017, coauteur Gérard Bardon, éd. CPE, 2016
- Petit traité savant de l'artichaut, éd. Equinoxe, 2016